# Маклафлин, Джон (гитарист)
Джон Маклафлин (известный также как Махавишну Джон Маклафлин, англ. Mahavishnu John McLaughlin, произн. [mɪˈklɒxlɪn] ; род. 4 января 1942) — британский гитарист-виртуоз, играющий в стиле джаз-фьюжн.
Наиболее известен как участник записи знаковых для жанра фьюжн альбомов Майлза Дэвиса In A Silent Way и Bitches Brew; основатель группы "Mahavishnu Orchestra", одного из наиболее ярких представителей джаз-рока 70-х; акустического проекта Shakti, пионера жанра World Music; участник акустического трио, в которое помимо него входили гитаристы Пако де Лусия и Эл ди Меола.
Его техника игры на акустических и электрогитарах в различных жанрах, таких как джаз, фламенко, индийская классическая музыка, фьюжн и западная классическая музыка, оказала значительное влияние на множество известных гитаристов.
Закир Хуссейн, индийский маэстро таблы, часто ссылается на Джона Маклафлина как на «одного из лучших и влиятельнейших музыкантов нашего времени». 
В 2003 году Маклафлин занял 49-е место в списке «100 величайших гитаристов всех времен» журнала Rolling Stone, и в 2011 году — 68 место в новом списке того же журнала.
Участвуя с начала карьеры в многочисленных записях с такими музыкантами, как Мирослав Витуш, Ларри Корриелл, Джо Фарелл, Уэйн Шортер, Карла Блей, The Rolling Stones и также многими другими, он заработал репутацию сессионного музыканта «по первому звонку».
Между 11 и 16 годами [моей жизни] я познакомился со всеми основными музыкальными культурами, которые сформировали мою последующую жизнь в музыке. А именно: блюз, фламенко, индийская музыка и джаз. Все они настолько сильно повлияли на меня, что я посвятил жизнь поиску своего музыкального «я», влюбившись в эти разнообразные стили.

## Музыкальная карьера

### 1960-е
В 1969 году, до отъезда в США, Маклафлин записал дебютный альбом Extrapolation (с Тони Оксли и Джоном Шурманом), игрой на котором показал импровизационную изобретательность и техническую виртуозность.
Он прибыл в США в 1969 году, чтобы стать участником группы Тони Уильямса «Lifetime». Затем последовала игра с Майлзом Дэвисом в его исторических альбомах In A Silent Way и Bitches Brew (один трек на котором назван в его честь), On The Corner, Big Fun (где он солирует в композиции Go Ahead John) и A Tribute to Jack Johnson.
Участие Маклафлина в живом выступлении в составе группы Дэвиса произошло на концерте, часть которого была выпущена в виде альбома Live-Evil (также выступление вошло в собрание Cellar Door boxed set).

### 1970-е
В начале 1970 года на студии Douglas Records (основанной Аланом Дугласом) Маклафлин записал Devotion — электрический альбом психоделического фьюжна с заметным влиянием творчества Джими Хендрикса. В записи принимали участие Ларри Янг на органе (на тот момент участник «Lifetime»), Билли Рич на басу и ритм-н-блюзовый ударник Бадди Майлз (игравший с Джими Хендриксом).
Devotion был первым из двух альбомов, выпущенном на лейбле Douglas.
Следующий шаг Маклафлин совершил в совершенно ином направлении: в 1971 году в США вышел его второй альбом, My Goal’s Beyond — собрание чисто акустических работ. Сторона А состояла из двух продолжительных композиций «Peace One» и «Peace Two», представляющих собой сплав джаза и индийских классических музыкальных форм. На стороне B находилось собрание технично исполненных и мелодичных акустических записей;
композиции на темы авторов, повлиявших на творчество Джона. Это были такие стандарты, как Goodbye Pork-Pie Hat Чарльза Мингуса (влияние которого Маклафлин отмечал особо), Something Spiritual (Дэйв Херман), Hearts and Flowers (Боб Корнфорд), Phillip Lane, Waltz for Bill Evans (Чик Кориа), Follow Your Heart, Song for My Mother и Blue in Green (Майлз Дэвис). Follow Your Heart выходила ранее в альбоме Extrapolation под названием Arjen’s Bag.
Период My Goal’s Beyond был ознаменован решением Маклафлина стать последователем учения неоиндуистского проповедника Шри Чинмоя, с которым его познакомил менеджер Ларри Корриелла в 1970 году. Этот альбом был посвящён Чинмою, одно из стихотворений которого было напечатано на буклете диска. Учитель Шри Чинмой дал Маклафлину духовное имя «Махавишну».
В это время Маклафлин начинает заниматься совершенствованием исполнительской техники, развивая более мощную, агрессивную и быструю манеру игры, которая произведёт огромный эффект в его следующем проекте — «Mahavishnu Orchestra».

#### Mahavishnu Orchestra
В группу Маклафлина 70-х годов — «Mahavishnu Orchestra» — входили скрипач Джерри Гудман (позднее его сменил Жан-Люк Понти), клавишник Ян Хаммер (позднее — Гэйл Моран и Стю Голдберг), басист Рик Лэрд (позднее — Ральф Армстронг) и ударник Билли Кобэм (позднее — Нарада Майкл Уолден). Группа исполняла технически виртуозные инструментальные композиции со сложной структурой, представляющие собой сплав электрического джаза и психоделического рока со значительным влиянием индийской классической музыки. Группа «Mahavishnu Orchestra» являлась одним из первых представителей жанра фьюжн и пользовалась популярностью как у поклонников джаза, так и рока. Игру Маклафлина в этот период отличают быстрые соло и экзотические музыкальные размеры.
Отношения музыкантов внутри коллектива были такими же взрывными, как и их выступления, поэтому первый состав группы прекратил своё существование уже в конце 1973 года.
Группа успела выпустить три альбома: две студийные работы, впоследствии ставшие классикой жанра — The Inner Mounting Flame (1971) и Birds of Fire (1972), а также концертную запись Between Nothingness and Eternity (1973). 
Кроме того, в 1999 году вышел альбом Lost Trident Sessions, сессии записи которого проходили в 1973 году, но окончательный релиз не состоялся из-за распада группы.
После этого Маклафлин возродил группу со следующим составом: Нарада Майкл Уолден (ударные), Жан-Люк Понти (скрипка), Ральф Армстронг (бас), Гэйл Моран (клавишные и вокал). Этим составом были записаны две последующие пластинки, после которых Маклафлин почти полностью был поглощён акустической игрой в составе его группы Shakti, играющей в стиле, основанном на индийской классической музыке. Третий альбом этого состава был записан в 1976 году, в основном из-за контрактных обязательств.

#### Shakti
После распада второго состава «Mahavishnu Orchestra» Маклафлин сосредоточился на менее броском акустическом проекте Shakti. Группа объединяла индийскую музыку с элементами джаза и может рассматриваться как пионер жанра world music. До создания этого проекта Маклафлин уже несколько лет изучал индийскую классическую музыку.
Первое выступление состоялось в 1975 году. Спустя год была выпущена концертная запись Shakti with John McLaughlin. В состав группы входили Лакшминараянан Шанкар (скрипка), Закир Хуссейн (табла), Винаякрам (хатам) и Рамнад Ражхаван (мриданга). Джон был первым западным музыкантом, который получил признание среди индийской аудитории.

#### Прочая деятельность
В 1973 году Маклафлин совместно с Карлосом Сантаной, который также был учеником Шри Чинмоя, записал альбом-трибьют Love Devotion Surrender с композициями Джона Колтрейна.
В 1974-м принял участие в записи альбома Ларри Корриелла Spaces.
В 1976 году вместе с множеством других музыкантов Маклафлин принял участие в записи альбома Стэнли Кларка School Days.
В 1978 году Маклафлин записал альбом, озаглавленный Johnny Mclaughlin: Electric Guitarist.
Запись ознаменовала возвращение Джона к более мейнстримовому фьюжну, к джаз-роковому звучанию; возвращением к электрическим инструментам после трёх лет игры на акустической гитаре.
Также в то время был создал недолго просуществовавший проект One Truth Band, с которым был записан один фьюжн-альбом Electric Dreams (1979). В группе состояли Лакшминараянан Шанкар (скрипка), Стю Голдберг (клавишные), Фернандо Саундерс (электрический бас) и Тони Смит (ударные).
1979 год примечателен созданием ещё более недолговечного проекта Trio of Doom. Здесь Маклафлин объединился с Джако Пасториусом (бас) и Тони Уильямсом (ударные). 3 марта 1979 года на Кубе в Гаване они отыграли единственный концерт в Театре Карла Маркса.
Это выступление было частью программы культурного обмена, проводимой госдепартаментом США, известной как The Bay of Gigs. 8 марта они отправились на студию CBS в Нью-Йорке для записи трёх композиций. Записи этого трио официально изданы в 2007 году.

### 1980-е
1979 год положил начало выступлениям Маклафлина в составе акустического трио с фламенко-гитаристом Пако де Лусией и джазовым гитаристом Ларри Корриеллом (в начале 80-х Корриелла на постоянной основе заменил Эл Ди Меола). Трио исполняло испанское фламенко с высокотехничными джазовыми импровизациями. В конце тура 1983 года к ним присоединился гитарист «Dixie Dregs» Стив Морс, который открывал концерты в качестве солиста и выступал вместе с трио в заключительных номерах. Концертный альбом трио Friday Night in San Francisco (1981) имел значительный успех.
В начале 80-х Маклафлин также собирает проекты «The Players» и «The Translators», состоящие из французских музыкантов. Вместе с ними были записаны альбомы Belo Horizonte (1981) и Music Spoken Here (1982). Выступления этого периода характерны яркими импровизационными номерами в дуэте с французской пианисткой Катей Лабек. Впоследствии Маклафлин был продюсером альбомов сестёр Кати и Марии Лабек.
В 1984 году Маклафлин совершает попытку возродить «Mahavishnu Orchestra» в следующем составе: Билл Эванс (саксофон), Йонас Хельберг (бас), Митчел Форман (клавишные), Дэнни Готлиб (ударные). Участник первого состава, Билли Кобэм, участвовал в студийной работе над единственным альбомом этого состава группы — Mahavishnu (1984).
В 1985 году Маклафлин сыграл эпизодическую роль в художественном фильме режиссёра Бертрана Тавернье «Около полуночи» (1986).
В этот период Маклафлин обращается к европейской классической музыке: в 1988 году было исполнено написанное им симфоническое произведение для гитары с оркестром — The Mediterranean.

### 1990-е
В начале 90-х Маклафлин выступал с группой под названием «The John McLaughlin Guitar Trio», состав которой постоянно менялся. В 1991 году под этим заголовком выходит концертный альбом Live in Europe, а в 1992 — Qué Alegría. Единственным постоянным участником этого электроакустического проекта был перкуссионист Трилок Гурту, с которым Джон сотрудничал с 80-х годов. В творчестве этого периода характерны сочетания джаза, акустической музыки в духе трио гитаристов и элементов индийской музыки времён Shakti.
Следующим гастрольным проектом было трио The Free Spirits, в котором участвовали Джой ДеФранческо (орган Хаммонда, труба) и Деннис Чемберс (ударные). В 1994 году группа выпустила концертный альбом Tokyo Live. Затем Джон вновь обращается к творчеству Джона Колтрейна, записывая студийный альбом After The Rain с Элвином Джонсом на ударных.
В 1996 году возродилось трио Маклафлин-ди Меола-де Лусиа для записи альбома и гастрольного тура.
Новое обращение к электрическому джаз-фьюжну произошло с проектом The Heart of Things (одноимённый альбом 1997 года) и концертной записью The Heart of Things: Live In Paris (2000). В состав вошли следующие музыканты: Джим Бирд (клавишные), Деннис Чэмберс (ударные), Мэтью Гаррисон (электрический бас), Гарри Томас (саксофон).
В 1997 году музыкант вернулся к индийской народной музыке в духе "Shakti". Проект Remember Shakti (1999) помимо Закира Хуссейна, участвовавшего в первоначальном составе "Shakti", состоял из выдающихся индийских музыкантов: У. Шринивас, V. Selvaganesh, Shankar Mahadevan, Shivkumar Sharma, Hariprasad Chaurasia. Состав участников расширился, изменилось звучание и подход к исполнению. К индийским народным инструментам добавились флейта, электрогитара, ударные, появились вокальные партии. Уменьшилось количество скоростных агрессивных соло, больше времени стало уделяться для солирования остальным участникам группы. В целом музыка стала более спокойной. За период выступлений с 1997 по 2004 год выпущены несколько концертных записей, а также видео-DVD «The Way of Beauty», где помимо выступлений оригинального состава "Shakti" представлено выступление нынешней группы в Мумбаи (2000) и на джазовом фестивале в Монтрё (2004).

### 2000-е
В 2003 году Маклафлин записал альбом Thieves and Poets — оркестровую версию балета и аранжировки любимых джазовых стандартов для ансамбля классической гитары.
Также было выпущено трёхдисковое видео на DVD «This is the Way I Do It», посвящённое обучению игре на гитаре (которое, по мнению некоторых критиков, является значительным вкладом в развитие технологий обучающего видео).
В июне 2006-го был выпущен альбом Industrial Zen в стиле хард-боп/джаз-фьюжн, где Маклафлин экспериментирует с Godin Glissentar, продолжая развитие игры на гитарном синтезаторе.
В 2007-м Джон покинул Universal Records и присоединился к небольшому интернет-ориентированному лейблу Abstract Logix, сотрудничающему с независимыми коллективами направлений джаз, прогрессив-рок и world music. Сессии записи первого альбома для нового лейбла начались в апреле. Летом того же года он начал выступать с новым джаз-фьюжн квартетом «4th Dimension», состоящим из клавишника Гари Хасбенда, басиста Адриана Феро и ударника Марка Мондезира.
Во время тура «4th Dimension» с помощью записи звука на звуковую карту был сделан «мгновенный CD», состоящий из шести пьес первого выступления группы — Live USA 2007: Official Bootleg. Альбом был доступен на всех последующих выступлениях группы, а также
продавался ограниченным тиражом через Abstract Logix. Выступление этого состава состоялось на фестивале Crossroads Guitar Festival.
После завершения турне, лично перебрав записи каждого выступления, Маклафлин составил подборку для второго релиза, доступного только для скачивания в формате mp3, озаглавленную как Official Pirate: Best of the American Tour 2007. Также в это время Маклафлин совместно с индийским перкуссионистом и членом группы «Remember Shakti» Сельва Ганеш Винаякрамом издаёт ещё один обучающий DVD под названием The Gateway to Rhythm, посвящённый индийской системе ритма коннакол. 
Джон также занимается ремастерингом и изданием архивных записей своего проекта конца 70-х — «The Trio of Doom», в котором принимали участие светила джаз-фьюжна Джако Пасториус и Тони Уильямс.
28 апреля 2008 года результаты сессионных записей предыдущего года были выпущены в альбоме Floating Point. В состав сессионных музыкантов входили клавишник Луиз Бенкс, басист Адриан Феро, перкуссионист Sivamani, ударник Ранжи Баро, дополнительно участвовали различные индийские музыканты. Вместе с альбомом был издан DVD Meeting of the Mind", на котором показан процесс записи Floating Point, а также интервью со всеми участвовавшими в сессиях музыкантами.
С лета 2008 года Маклафлин начал совместное турне с Чиком Кориа и другими музыкантами под именем «5 Peace Band».

## Влияние
Джона Маклафлина упоминают как оказавшего большое влияние на многих фьюжн-гитаристов 70-х и 80-х годов. Примерами являются видные музыканты, такие как Стив Морс, Эрик Джонсон, Майк Стерн, Пол Масвидал, Эл Ди Меола, Пеббер Браун, Шон Лейн и Скотт Хендерсон, Марти Фридман. Его влияние не прекратилось в 80-х, хардкор-панк-гитарист Грег Гинн из Black Flag цитирует композицию Birds of Fire группы Mahavishnu Orchestra, которая вдохновила его записывать инструментальные композиции.
Нынешние музыканты по-прежнему упоминают Маклафлина как очень влиятельного гитариста, в том числе Омар Родригес из The Mars Volta. По словам Пэта Меттени, Маклафлин изменил эволюцию гитары в течение нескольких периодов своей музыкальной карьеры. Маклафлин также считается оказавшим большое влияние на композиторов стиля фьюжн. В интервью Downbeat Чик Кориа отметил: «… то, что сделал Джон Маклафлин с электрической гитарой, перевернуло мир. Никто никогда не слышал такой электрической гитары, и это, безусловно, вдохновило меня. Группы Джона больше, чем мой опыт работы с Майлзом, привели меня к желанию убавить громкость и писать более драматичную музыку, от которой бы шевелились волосы». В январе 1977-го Фрэнк Заппа в американском журнале Guitar Player сказал о Маклафлине так: «Только идиот не оценит технику Маклафлина. Он управлял гитарой как пулемётчик. Я всегда в восторге от его соло и способов, которыми они извлекаются. … Если кто-то сможет играть так же быстро, это будет просто замечательно».

## Дискография
- 1969 — Extrapolation[англ.]
- 1969 — Emergency! (в составе The Tony Williams Lifetime)
- 1970 — Devotion
- 1970 — Where Fortune Smiles
- 1970 — Turn It Over (в составе The Tony Williams Lifetime)
- 1971 — My Goals Beyond
- 1971 — The Inner Mounting Flame (Mahavishnu Orchestra)
- 1972 — Birds of Fire (Mahavishnu Orchestra)
- 1973 — Love Devotion Surrender (c Карлосом Сантаной)
- 1973 — Between Nothingness and Eternity (Mahavishnu Orchestra)
- 1974 — Apocalypse (Mahavishnu Orchestra)
- 1975 — Visions of Emerald Beyond (Mahavishnu Orchestra)
- 1976 — Shakti
- 1976 — Inner Worlds (Mahavishnu Orchestra)
- 1977 — A Handful of Beauty (Shakti)
- 1977 — Natural Elements (Shakti)
- 1978 — Johnny McLaughlin, Electric Guitarist
- 1979 — The One Truth Band: Electric Dreams
- 1981 — Belo Horizonte
- 1981 —  Friday Night in San Francisco (John McLaughlin, Al Di Meola, Paco de Lucía)
- 1982 — Music Spoken Here
- 1983 — Passion, Grace and Fire
- 1984 — Mahavishnu (Mahavishnu Orchestra)
- 1986 — Adventures in Radioland (Mahavishnu Orchestra)
- 1987 — Making Music (Zakir Hussain, John McLaughlin, Jan Garbarek)
- 1990 — Live at the Royal Festival Hall (John McLaughlin Trio)
- 1990 — The Mediterranean: Concerto for Guitar and Orchestra, Duos for Guitar and Piano
- 1991 — Live in Europe
- 1992 — Que Alegria
- 1993 — Time Remembered. John McLaughlin Plays Bill Evans
- 1994 — Tokyo Live
- 1995 — After The Rain
- 1995 — Molom
- 1996 — The Promise
- 1996 — The Guitar Trio (Paco De Lucia, Al Di Meola, John McLaughlin)
- 1999 — Remember Shakti
- 1999 — The Lost Trident Sessions (Mahavishnu Orchestra)
- 2000 — The Heart of Things: Live in Paris
- 2000 — The Believer (Remember Shakti II)
- 2001 — Saturday Night in Bombay (Remember Shakti II)
- 2003 — Thieves and Poets
- 2006 — Industrial Zen
- 2007 — Official Pirate (4th Dimension)
- 2007 — Trio of Doom
- 2008 — Floating Point[англ.]
- 2010 — To the One[англ.] (4th Dimension)
- 2012 — Now Here This[англ.] (4th Dimension)
- 2015 — Black Light[англ.]
- 2018 — Live in San Francisco (John McLaughlin & The 4th Dimention/Jimmy Herring & The Invisible Whip)
- 2020 — Is That So? (John McLaughlin, Shankar Mahadevan, Zakir Hussain)[10][11]
- 2021 — Liberation Time

## Семья
Джон был женат на французской пианистке Кате Лабек, которая также была членом его группы в начале 1980-х. В настоящее время женат на Ине Бехренд, от которой имеет сыновей Люка (р.1997) и Джулиана.

## Инструменты
- Gibson EDS-1275, Маклафлин играл на двухгрифовом Gibson между 1971 и 1973 годом, пока не была создана Double Rainbow.
- Double Rainbow двухгрифовая гитара, изготовленная Rex Bogue, на которой Маклафлин играл между 1973 и 1975 годом.
- Первая акустика от Abe Wechter. «Shakti»-гитара с семью дополнительными струнами.
- «Marielle», акустическая гитара с разрезом.
- «Our Lady», сделана Abe Wechter для Джона Маклафлина.
- Полный список гитар, на которых играл Джон Маклафлин.